# Tove Wallenstrøm
Tove Agnes Christense Wallenstrøm (født 12. januar 1915 i København, død 5. marts 2013) var en dansk skuespillerinde.
Oprindelig balletdanserinde, både med optrædener på Store Casino og på Pantomimeteatret i Tivoli som Columbine.
Wallenstrøm har optrådt på en lang række teatre, såsom Riddersalen, Phoenix Teatret, Nygade Teatret, Apollo Teatret, Betty Nansen Teatret og Dagmar Teatret.
Hun har også medvirket i revyer og cabareter, som f.eks. Ungdommen raser, Soldaterløjer og De uadskillige.
Hun indspillede flere film, men trak sig i en ung alder væk fra lærredet.
Hun har også indsunget en række viser, bl.a. sammen med sin mand, komponisten Henrik Blichmann.
Hun havde tre børn.
Hun døde den 5. marts 2013, 98 år gammel og er begravet på Garnisons Kirkegård sammen med sin mand. 

## Film i uddrag
- Han, hun og Hamlet – 1932
- Københavnere – 1933
- 5 raske piger – 1933
- Provinsen kalder – 1935
- Fange nr. 1 – 1935
- Frøken Vildkat – 1942